# Chems-Eddine Chtibi
Chems-Eddine Chtibi, né le 14 décembre 1982 à Marrakech (Maroc), est un footballeur international marocain qui évolue au poste de milieu de terrain au Kawkab de Marrakech.

## Biographie

### Club

#### Débuts et Formation
Il fut formé dans les terrains vagues de Amazmiz,il na pas connu les centres de formation, avant de jouer et gagner le championnat universitaire, par la suite il joue officielement dans son premier club Skhor rhamna avant d’intégrer les pro en 2005, il remporte la Coupe de la CAF en 2010 avec le FUS avant de rejoindre le Maghreb de Fès en 2011 pour une somme de 27 millions de dirhams.

#### Maghreb de Fès
Il rejoint le club du Maghreb de Fès en 2011 sur la somme de 27 millions de dirhams pour quatre années et marque son premier but contre la Jeunesse sportive de Kabylie en Coupe de la CAF qu'il remporte en finale face au tunisien de Club africain ainsi que la Coupe du Trône en finale contre le CODM de Meknès et la Supercoupe de la CAF contre l'Espérance de Tunis le résultat fut trois titres en une saison et les hommes de ces titres était Hamza Abourazzouk, Samir Zekroumi, Mustafa Mrani, Moussa Tigana, Anas Zniti et Chems-Eddine Chtibi.

#### Raja Club Athletic
le 18 novembre il gagna avec le Raja Club Athletic sa troisième Coupe du Trône consécutive, et devint le premier joueur marocain à remporter trois coupes du trône consécutive avec trois équipes différentes.

### Statistiques
| Matches internationaux de Chems-Eddine Chtibi | Matches internationaux de Chems-Eddine Chtibi | Matches internationaux de Chems-Eddine Chtibi | Matches internationaux de Chems-Eddine Chtibi | Matches internationaux de Chems-Eddine Chtibi | Matches internationaux de Chems-Eddine Chtibi | Matches internationaux de Chems-Eddine Chtibi | Matches internationaux de Chems-Eddine Chtibi |
| 0                                             | Date                                          | Lieu                                          | Adversaire                                    | Score                                         | Résultats                                     | Compétitions                                  |                                               |
| --------------------------------------------- | --------------------------------------------- | --------------------------------------------- | --------------------------------------------- | --------------------------------------------- | --------------------------------------------- | --------------------------------------------- | --------------------------------------------- |
| 1                                             | 25 mai 2012                                   | Grand Stade de Marrakech, Marrakech, Maroc    | Sénégal                                       | —                                             | 1-0                                           | Match amical                                  |                                               |
| 2                                             | 9 juin 2012                                   | Grand Stade de Marrakech, Marrakech, Maroc    | Côte d'Ivoire                                 | —                                             | 2-2                                           | Éliminatoires Coupe du monde 2014             |                                               |

## Palmarès
FUS de Rabat :
- Coupe de la confédération
  - Vainqueur en 2010
- Coupe du trône
  - Vainqueur : 2010

 Maghreb de Fès :
- Tournoi Antifi
  - Vainqueur en 2011
- Coupe de la confédération
  - Vainqueur en 2011
- Coupe du trône
  - Vainqueur en 2011
- Supercoupe de la CAF
  - Vainqueur en 2012

 Raja Club Athletic :
- Coupe du trône
  - Vainqueur en 2012
  - Finaliste en 2013
- Championnat du Maroc
  - Vainqueur en 2013
- Coupe du monde des clubs
  - Finaliste en 2013